# Oleh Opryschko
Oleh Opryschko (ukrainisch Олег Опришко; * 16. Juli 1986) ist ein ukrainischer Radrennfahrer.
Oleh Opryschko startete bei den Straßen-Radweltmeisterschaften 2006 in Salzburg mit der Nationalmannschaft im Straßenrennen der U23-Klasse, wo er den 79. Platz belegte. Seit 2007 fährt er für das ukrainische Continental Team Ukraine Neri Sottoli. Ende der Saison stand er im Aufgebot der Nationalmannschaft bei der Tour de l’Avenir, wo er die letzte Etappe für sich entscheiden konnte.

## Erfolge
2007
- eine Etappe Tour de l’Avenir

## Teams
- 2007 Ukraine Neri Sottoli Team

- 2010 Amore & Vita-Conad
- 2011 Amore & Vita (bis 30.06.)